# Julian Cope
Julian David Cope (nacido Julian David Cope, en Deri, South Glamorgan, Gales, el 21 de octubre de 1957) es un músico británico, autor, anticuario, musicólogo y poeta, que alcanzó relevancia en 1978 como cantante y letrista en la banda post-punk de Liverpool, de nombre The Teardrop Explodes.
Cope también escribió libros sobre relacionados con la historia del rock, tales como Krautrocksampler (sobre el género musical Krautrock desarrollado en Alemania), Japrocksampler (historia del rock en Japón) y Head On (su autobiografía).